# Pastor
Pastor er en betegnelse for en præst indenfor kristendommen. Betegnelsens udbredelse afhænger af tid, sted og kirkeretning, men den er især almindelig indenfor protestantiske kirker.
Pastor betyder "hyrde" på latin, og brugen af denne betegnelse genfindes flere steder i Bibelen, bl.a. i Jeremias' Bog 3,15 og Paulus' Brev til Efeserne 4,11.